# Manik Sarkar (politicus)

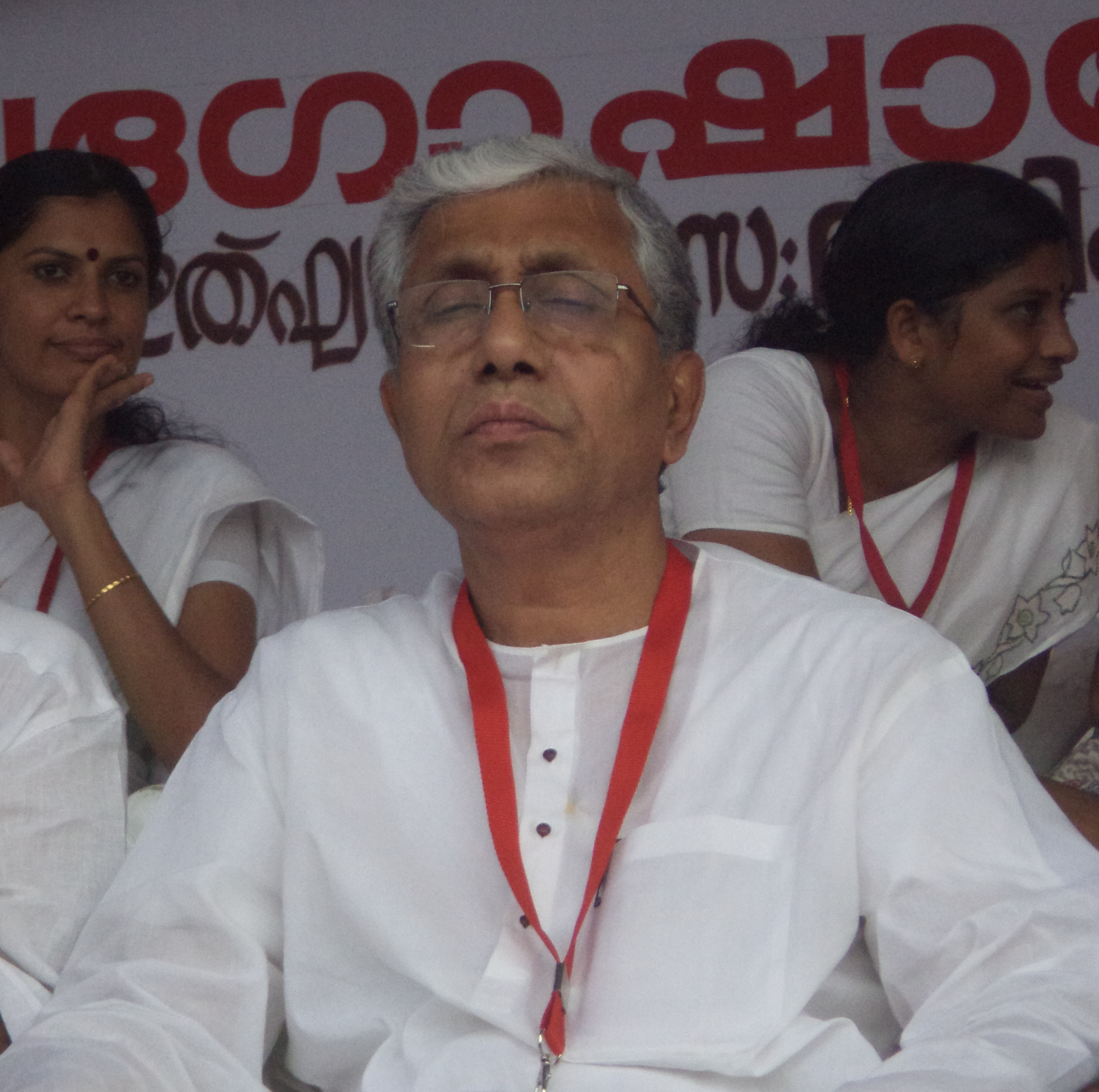
Manik Sarkar

Manik Sarkar (Radhakishorepur, 22 januari 1949) is sinds maart 1998 de do 2018 minister-president van de Indiase deelstaat Tripura, en lid van het Politbureau van de Communistisch-Marxistische partij van India (CPI-M). Hij staat aan het hoofd van een coalitie genaamd het Left Front.
- Library of Congress Control Number: n2009210728
- Virtual International Authority File: 91083358
- WorldCat: E39PBJhMfFWvvwMxxkPdVh78md